# Estación Sismológica de Sonseca

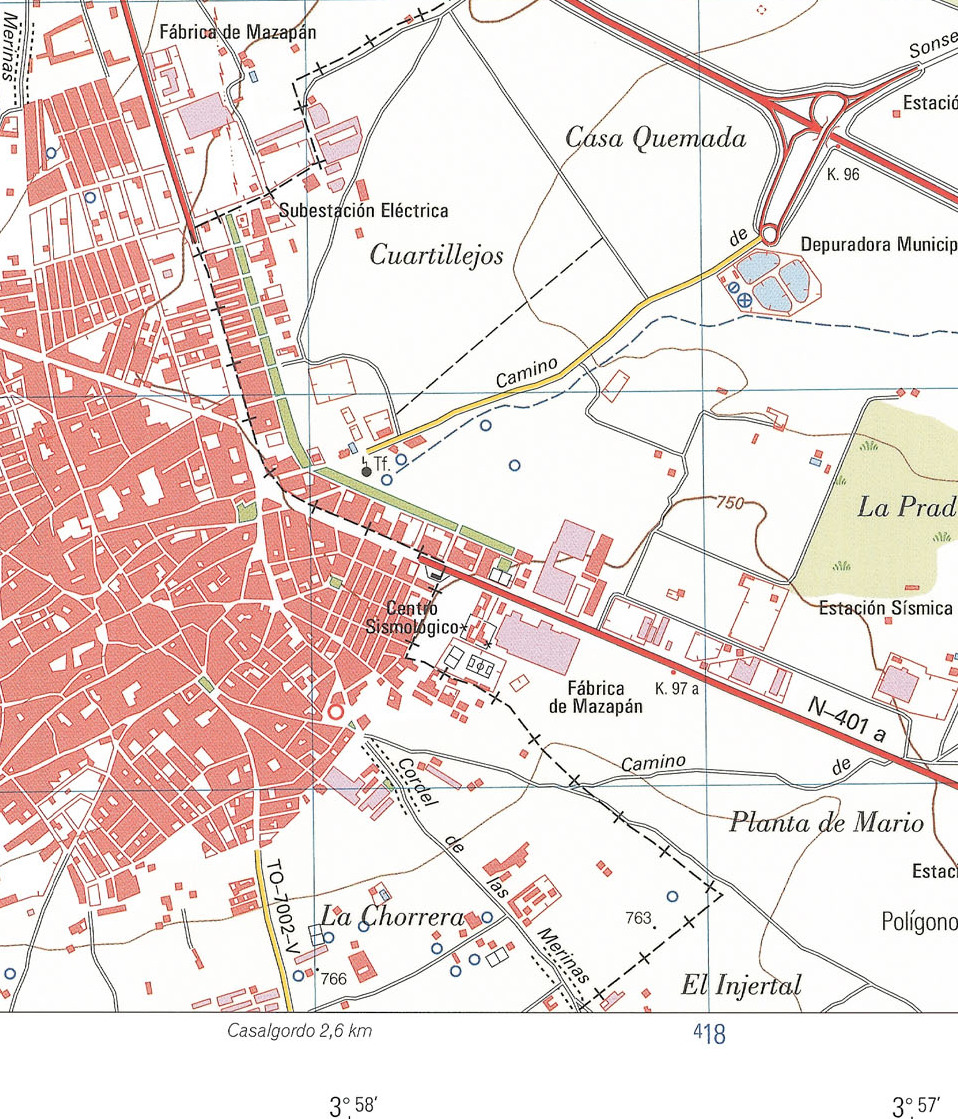
Ubicación del Centro Sismológico de Sonseca. Aunque se encuentra junto a ese núcleo de población, pertenece al municipio de Orgaz.

La Estación Sismológica de Sonseca es una instalación dedicada a la detección y registro de actividad sísmica y vigilancia de explosiones nucleares, situada en la localidad toledana de Sonseca. Comenzó a funcionar en febrero de 1957, resultado de los Pactos de Madrid, acuerdo entre España y Estados Unidos firmado en el año 1953. Durante mucho tiempo fue poco conocida en la comunidad científica española hasta principios de los años 90, cuando su gestión pasó completamente a manos españolas.
La estación es en realidad una red telesísmica (array, en inglés) establecida con el propósito de registrar y analizar señales sísmicas producidas por fuentes naturales y artificiales y poder así realizar una vigilancia y localización de explosiones nucleares. Esta red especial cuenta actualmente con 26 estaciones (19 de corto período, 6 de largo período y 1 de banda ancha) y unas instalaciones centrales de adquisición, control y análisis de datos. 
El acto de retrocesión de la estación a España se efectuó el 19 de enero de 1996, encomendándose su uso y mantenimiento al Instituto Geográfico Nacional. 
Sonseca, por su situación geográfica, es una de las estaciones de mayor interés de Europa, así como por su resolución en zonas conocidas de realización pasada o presente de pruebas nucleares. 
Con el fin de frenar el creciente número de pruebas nucleares, en 1959 se declaró al continente Antártico zona libre de explosiones nucleares. Para garantizar su cumplimiento, a través de los sistemas de vigilancia mundial, se responsabilizó a la Comisión Preparatoria de la Organización del Tratado de Prohibición Completa de los Ensayos Nucleares (OTPCE) del seguimiento correspondiente, quien organizó diversos ensayos sísmicos, estableciéndose grupos de científicos expertos, incorporándose a ellos los del Instituto Geográfico Nacional en enero de 1990. El 24 de septiembre de 1996, en la Asamblea General de las Naciones Unidas, España, junto con otros 70 países, firmaron el denominado Tratado de Prohibición Completa de los Ensayos Nucleares (TPCE). 
La Organización del Tratado (OTPCE) dispone de un Centro Internacional de Datos (IDC) en Viena, lugar al que se envían las señales sísmicas de Sonseca usando la red vía satélite creada por la Organización, con lo que España participa, dentro de la Conferencia de Desarme, en el proceso de verificación. Estos datos, en tiempo real, se reciben también en la red sísmica del IGN y constituyen un elemento de gran importancia en la detección y localización automática de terremotos locales, regionales y telesísmicos. Durante 1999 se sustituyó la instrumentación de largo período en estrecha colaboración con el AirForce Technical Application Centre (AFTAC), que había venido operando y manteniendo la estación en la etapa previa a la retrocesión y que, en la actualidad, colabora activamente con el IGN y la OTPCE en diversos proyectos de optimización de la red. 
A pesar de la retrocesión de la estación a España en 1996, el instrumental existente y parte de la infraestructura de mantenimiento seguía siendo propiedad del gobierno de los EE. UU.. En septiembre de 2000 se firmó un acuerdo entre España y la OTPCE, mediante el cual esta última se comprometía a la transformación y modernización completa de las instalaciones con el objetivo de que la Estación Sismológica de Sonseca fuera homologada como estación primaria del Sistema Internacional de Vigilancia del Tratado, pasando el equipamiento sísmico a ser de plena propiedad de España. A partir de esa fecha, se puso en marcha la actualización de la Estación Sismológica de Sonseca, que comenzó en el mes de mayo de 2001 y finalizó con la verificación y posterior homologación por la OTPCE el 20 de diciembre del mismo año. 
La actualización consistió, básicamente, en la preparación de los emplazamientos de los equipos sísmicos de corto período y de banda ancha, modernización de las instalaciones centrales y mejora de la infraestructura, instalación de nuevos equipos de adquisición, detección y control de datos sísmicos y comprobación de los sistemas instalados. Finalmente, para la obtención de la homologación citada, se efectuó una evaluación exhaustiva de los equipos, mejoras realizadas y procesos involucrados, constatándose el buen funcionamiento de la red actualizada. La instrumentación de largo período, una vez modernizada adecuadamente, también fue homologada por la OTPCE.